# Lili Réthi
Lili Réthi (eigentlich Lilly Maria Réthi, geboren 19. November 1894 in Wien; gestorben 1969 in New York City) war eine österreichisch-amerikanische Malerin und Grafikerin. Sie ist vor allem für ihr umfangreiches Werk zu Themen aus Technik, Industrie und Arbeitswelt bekannt.

## Leben
Réthi entstammte einem wohlhabenden jüdischen Elternhaus. Ihre Eltern waren Leopold Réthi (1857–1924), ein bekannter Professor für Laryngologie, und dessen Ehefrau Marie (geborene Mauthner, 1863–1955). Sie hatte eine fünf Jahre ältere Schwester. 1912 begann Réthi eine Ausbildung zur Grafikerin und Zeichnerin an der Kunstschule für Frauen und Mädchen, zu ihren Lehrern dort zählte Otto Friedrich. Von 1916 bis 1919 setzte sie ihre Ausbildung an der Graphischen Lehr- und Versuchsanstalt Wien fort, insbesondere zu Techniken der Lithographie und Radierung. Bereits während ihrer Ausbildung war sie von Themen der Technik und Arbeit fasziniert.
Nach Abschluss ihrer Ausbildung erhielt sie bald Aufträge, so etwa zur Illustration von Büchern von Oscar Wilde und Emile Zola (Germinal), und beteiligte sich an Ausstellungen in diversen europäischen Ländern. Auf Studienreisen erkundete sie vor allem die Arbeitswelt und technische Entwicklungen. Dabei verbrachte sie auch viel Zeit in Betrieben, bis hin zu Aufenthalten in Bergwerken Unter Tage. Ab 1924 war sie als Illustratorin für die Zeitschrift Der Bücherkreis tätig. 1925 beteiligte sie sich an der Herbstausstellung im Wiener Künstlerhaus, 1927 an der Ausstellung der VBKÖ und 1928 an einer Ausstellung im Essener Folkwang-Museum. Ab 1926 war Réthi, die überzeugte Sozialdemokratin war, für die Arbeiter-Zeitung und Das Kleine Blatt der Sozialdemokratischen Arbeiterpartei Deutschösterreichs (SDAP) tätig.
1929 ging Réthi nach Berlin, wo sie weiter Grafiken und Zeichnungen vorwiegend mit Schwerpunkten im industriellen und technischen Bereich sowie der Arbeitswelt erstellte und Auftragszeichnungen für diverse Kunden fertigte. Zu ihren Kunden gehörte unter anderem die Dortmunder Union, die Ergebnisse dieser Arbeiten für die Union stellte sie unter anderem 1931 im Berliner VDI-Haus und 1934 im Technischen Museum Wien aus. 1933 dokumentierte sie für Die Woche den Bau des Zeppelins LZ 127 Graf Zeppelin in Friedrichshafen. Daneben war sie für eine Vielzahl anderer Kunden tätig, außerhalb der Themen aus Technik und Arbeitswelt illustrierte sie auch Kinderbücher.
Obwohl sie Jüdin und Sozialdemokratin war, erhielt sie von Hermann Göring das Angebot, Plakate für die nationalsozialistische Propaganda zu erstellen. Um diesem Angebot zu entgehen und vor dem Hintergrund der Einschränkungen, denen sie in Berlin immer mehr unterworfen war, emigrierte sie Mitte der 1930er Jahre zunächst nach Dänemark und von dort nach Großbritannien. Dort beauftragte die Illustrated London News sie 1937 damit, die Krönung von König Georg VI. zeichnerisch festzuhalten. In ihrer Zeit in Großbritannien erstellte sie im Auftrag der London, Midland and Scottish Railway und der London and North Eastern Railway Plakate zu den neuesten Zuggarnituren und Lokomotiven der beiden Bahngesellschaften, weitere Plakate entstanden für das britische General Post Office. Die Illustrated London News schickte sie Anfang 1939 zur Weltausstellung (1939 New York World’s Fair) nach New York. Der überwältigende Eindruck der Skyline von New York, der sich ihr bei der Ankunft mit der Queen Mary bot, bewog sie dazu, sich direkt nach der Ankunft um die US-Staatsbürgerschaft zu bewerben und dauerhaft in den USA zu bleiben. Die Staatsbürgerschaft erhielt sie allerdings erst 1944. Ende 1939 emigrierten auch ihre Mutter, ihre Schwester und ihr Schwager in die USA.
Der Aufschwung der US-Wirtschaft in den 1940er Jahren bot Réthi vielfältige Arbeitsmöglichkeiten. Bereits 1940 konnte sie erste Arbeiten bei der Architectural League of New York ausstellen, 1943 zeigte sie die Ausstellung American Industry at War im Metropolitan Museum of Art. Auch in den Nachkriegsjahren blieb Réthi bis in die 1960er Jahre aktiv und begleitete viele bedeutende Infrastrukturprojekte. Zu den von ihr zeichnerisch festgehaltenen Projekten zählen unter anderem der Bau des UNO-Hauptquartiers in New York zwischen 1949 und 1951, der Neubau der New York Pennsylvania Station zwischen 1963 und 1965, der Bau des kanadischen Wasserkraftwerks Manic-5 zwischen 1959 und 1968 und die Entstehung des World Trade Center 1967 bis 1968. Den Bau der Verrazzano-Narrows Bridge begleitete sie über die gesamten fünf Jahre Bauzeit von 1959 bis 1964 und illustrierte das Buch von Gay Talese über den Bau der Brücke. Daneben war sie auch weiterhin in anderen Bereichen tätig. So zeichnete sie 1950 die im Auftrag von Präsident Harry Truman durchgeführte Renovierung der Innenräume des Weißen Hauses und veröffentlichte Kinderbücher. Lili Réthi starb 1969 in New York. Ihr Nachlass befindet sich im Archiv des National Museum of American History.